# Nipomo
Nipomo es un lugar designado por el censo ubicado en el condado de San Luis Obispo en el estado estadounidense de California. En el año 2000 tenía una población de 12.626 habitantes y una densidad poblacional de 426.6 personas por km².

## Geografía
Nipomo se encuentra ubicado en las coordenadas 35°1′48″N 120°29′24″O / 35.03000, -120.49000. Según la Oficina del Censo, la ciudad tiene un área total de 29,6 km² (11,4 mi²), de la cual 29,6 km² (11,4 mi²) es tierra y 0 km² (0 mi²) 0.00% es agua.

## Demografía
Los ingresos medios por hogar en la localidad eran de $49,852, y los ingresos medios por familia eran $54,338. Los hombres tenían unos ingresos medios de $41,288 frente a los $25,509 para las mujeres. La renta per cápita para la localidad era de $18,824. Alrededor del 7.3% de la población estaban por debajo del umbral de pobreza.